# Joó László
Joó László (Budapest, 1918. december 4. – Budapest, 2012. október 14.) magyar színész, rendező, színházigazgató, dramaturg, lektor.

## Életpályája
Kertésznek tanult, de a színház  is vonzotta. Az Országos Magyar Színművészeti Akadémián 1943-ban kapott színészi diplomát. A háború után, 1945-ben a debreceni Csokonai Színházban kezdte színészi pályáját. 1946-tól már Budapesten a Művész Színház, 1947-től 1949-ig a Belvárosi Színház tagja volt. 1951 és 1955 között az Úttörő Színházban, illetve az Ifjúsági Színházban, 1955–ben a Pécsi Nemzeti Színházban, 1956-ban a József Attila Színházban, 1957-ben a Szegedi Nemzeti Színházban játszott. 1958 és 1961 között a győri Kisfaludy Színház igazgatója volt. 1961-től a Madách Színház színművésze volt, 1957-től fellépett az Irodalmi Színpadon is. 1968-tól 1979-ig, nyugdíjazásáig a Pannónia Filmstúdió, a Magyar Szinkron és Video Vállalat lektora és dramaturgja volt. Számos rádiójáték közreműködője volt, de írt is, illetve adaptált is néhányat a Magyar Rádióban. 1967-ben Torinóban, a Teatro Stabile-ben és több olasz városban vendégszerepelt. Több száz verset tudott fejből, melyek közül 2011-ben 54-et rögzítettek és dvd formátumban kiadtak. Önéletrajzi könyve Burokban születtem címmel 2010-ben jelent meg, és még abban az évben Érd Városa Életmű Díját is megkapta. Epizodistaként számos filmben szerepelt. A televízió Kézjegy című portréműsor sorozatában is láthatták a nézők (Kézjegy/Joó László).

## Fontosabb színházi szerepei
- William Shakespeare: Hamlet:... Színészkirály
- Friedrich Schiller: Don Carlos... Posa márki
- Friedrich Schiller: Stuart Mária... George Talbot
- Alfred de Musset: Lorenzaccio... Leone Strozzi
- Lev Nyikolajevics Tolsztoj: Élő holttest... Fegya
- George Bernard Shaw: Az ördög cimborája... Kristóf
- Georg Büchner: Danton halála... Mercier
- Jean Giraudoux: Trójában nem lesz háború... Olpides
- Agatha Christie: Tíz kicsi néger... Fred Narracot
- Karel Čapek: A rabló... A bányász
- Jókai Mór: Szeretve mind a vérpadig... Csajághy Márton
- Móricz Zsigmond: Légy jó mindhalálig... Pósalaky úr
- Illyés Gyula: Fáklyaláng... Józsa Mihály
- Katona József: Bánk bán... Petur bán
- Gáli József: Szabadsághegy... András
- Karinthy Ferenc: Ezer év... Bencsik József
- Gergely Sándor: Vitézek és hősök... A katona
- Mándi Éva: Hétköznapok hősei... Rókus
- Mándi Éva: Vetés... Kuruc
- Fehér Klára: Nem vagyunk angyalok... Dr. Joó Ferenc
- Meller Rózsi: Egy bála rizs... Kan-va
- Devecseri Gábor: Odüsszeusz szerelmei... Meneláosz
- Mesterházi Lajos: Pesti emberek... Sándor
- Gosztonyi János: Columbus... Cristobal Colon (Columbus)
- Kodolányi János: Végrendelet... Orbán
- Darvas József: Kormos ég... I. A. Formin
- Földes Mihály: Mélyszántás... Bittó Gábor
- Hunyady József: Bányászbecsület... Dvorzsák István

## Rendezéseiből
- Heltai Jenő: A néma levente
- Federico García Lorca: Bernarda Alba háza
- Ifjúsági sorozat (klasszikusok) a Zeneakadémián

## Filmek, tv
- Ének a búzamezőkről (1947)
- Beszterce ostroma (1948)
- Forró mezők (1948)
- Mágnás Miska (1949)
- Szabóné (1949)
- Ludas Matyi (1949)
- Felszabadult föld (1951)
- Déryné (1951)
- Ütközet békében (1952)
- Föltámadott a tenger (1953)
- A harag napja (1953)
- Kiskrajcár (1953)
- Simon Menyhért születése (1954)
- Különös ismertetőjel (1955)
- Égi madár (1958)
- Egy csomag elveszett (1958)
- A mi földünk (1959)
- Az utolsó kilométer (1960)
- Születésnapi ajándék (1960)
- Segít a szabvány (1961)
- Egy ember, aki nincs (1961)
- A Tenkes kapitánya (televíziós filmsorozat, 1964)
- Négy lány egy udvarban (1964)
- Az aranyfej (1964)
- Rab Ráby (1965)
- A kőszívű ember fiai (1965)
- Princ, a katona (televíziós filmsorozat)

- Bernáth tizedes menyasszonya című rész (1967)
- Tüskevár (televíziós filmsorozat)

- Tüskevár meghódítása című rész (1967)
- Bűnös a közöny (1968)
- Kazamaták titka (1972)
- Zendül az osztály (1975)
- Bach Arnstadtban (1975)
- Beszterce ostroma (1976)
- Robog az úthenger (televíziós filmsorozat)

- A holland bika című rész (1977)
- Magyarok (1978)
- Csalóka Péter (1979)
- Visszaesők (1983)
- A piac (1983)
- Peer Gynt (1988)
- Szomszédok (televiziós sorozat)

- 134. rész (1992) ... vendég a kávézóban
- Ének a csodaszarvasról (szinkronhang, 2002)
- Sorstalanság (2005)
- Kézjegy - Joó László (portréfilm)

## Könyv, DVD
- Joó László: Burokban születtem. A színház és a világ  (Pro Conduco Kft., Érd, 2010)
- Versek (A magyar költészet gyöngyszemeiből – önálló előadói DVD, 2011)